# Кучић Кула
Кучић Кула је насељено мјесто у општини Зворник, Република Српска, БиХ. Према попису становништва из 1991. у насељу је живјело 970 становника.

## Становништво
Према попису становништва из 1991. године, мјесто је имало 970 становника.
| Демографија | Демографија | Демографија |
| Година      | Становника  | Становника  |
| ----------- | ----------- | ----------- |
| 1948.       | 104         |             |
| 1953.       | 331         |             |
| 1961.       | 400         |             |
| 1971.       | 727         |             |
| 1981.       | 830         |             |
| 1991.       | 972         |             |